# Ancylotrypa kateka
Ancylotrypa kateka is een spinnensoort uit de familie Cyrtaucheniidae. De soort komt voor in Congo.